# Dans le ciel
Dans le ciel (Im Himmel ; Diese verdammte Hand) ist ein Roman des französischen Schriftstellers Octave Mirbeau, der 1892–1893 als Fortsetzungsroman in der Zeitung L'Écho de Paris und erst 1989 als Buch erschienen ist.

## Inhalt
Im Himmel erzählt eine in sich verschachtelte Geschichte: Ein erster, anonymer Erzähler wird von seinem Freund Georges eingeladen, ihn auf der phantastischen Bergspitze zu besuchen, auf der er seit Jahren lebt. Der namenlose Erzähler der Rahmenhandlung fügt nun in seine eigene Erzählung die Geschichte seines Freundes ein; darin wiederum kommt außerdem ein befreundeter Maler, Lucien, zu Wort. Der Roman endet schließlich damit, dass dieser sich das Leben nimmt. Hinter einer Tür hört Georges den Selbstmord seines Freundes geschehen, ohne ihn jedoch zu sehen und ohne ihn verhindern zu können.
Der Roman wirkt unvollendet und ist von Mirbeau niemals mit Blick auf eine Veröffentlichung als zusammenhängende Erzählung überarbeitet worden. Zum Zeitpunkt seiner Entstehung durchlebt der Autor eine schwere Krise: neben Schwierigkeiten in seiner Ehe belasten ihn existentielle Sorgen; darüber hinaus ist aber auch sein literarisches Schaffen insofern betroffen, als er in diesen Jahren den Glauben an die Literatur im Ganzen verliert und die Voraussetzungen des (vermeintlich) realistischen Romans radikal in Frage stellt. Der Roman Im Himmel ist deshalb von einem starken Pessimismus geprägt, der sich auf drei unterschiedlichen Ebenen Bahn bricht.
Zunächst ist das Menschsein selbst und an sich eine Tragödie: Der Mensch ist nichts als ein Staubkörnchen, verloren in der Unendlichkeit; seine Existenz hat weder einen Sinn noch ein Ziel; er ist zur Einsamkeit, zum Leiden und zum Sterben verurteilt, und das Universum selbst ist ein bloßes „Verbrechen“, weil alles Lebendige zuletzt doch zu Tode kommt.

Vincent van Gogh, Sternennacht

Dann wird auf einer zweiten Ebene die bürgerliche Gesellschaft entmystifiziert: anstatt dass dort jeder seinen Weg finden und sich frei entfalten könnte, wirkt vielmehr alles darauf hin, dass der Einzelne sich angleicht, dass seine individuellen Begabungen und Möglichkeiten zerstört werden, und dass er schließlich nichts mehr als eine „Larve“ ist. Die Familie, die Schule und die katholische Kirche arbeiten gemeinsam daran, den Menschen zu entmenschlichen und ihn abstumpfen zu lassen.
Schließlich erleiden aber auch diejenigen, die sich dieser bürgerlichen „Verziehung“ widersetzen, die Künstler nämlich, ihre eigene, ganz besondere Tragödie. Das zeichnet sich vor allem im Schicksal des Malers Lucien ab, das demjenigen von Vincent van Gogh nachempfunden ist: In der bürgerlichen Gesellschaft, in der der bloße Merkantilismus herrscht, kann der Künstler keinen Platz finden; er wird lächerlich gemacht und verfolgt, und er kann nur unter großen Schwierigkeiten von seiner Kunst leben. Dadurch, dass er sich aber isoliert, um „im Himmel“ zu leben (wie es der erfolglose Schriftsteller Georges auf seiner Bergspitze tut), verurteilt er sich selbst zur Wirkungslosigkeit. Die Kunst ist eine Qual und endet zuletzt tödlich.

## Übersetzung ins Deutsche
- Diese verdammte Hand. Übersetzung von Eva Scharenberg. Weidle Verlag, Bonn 2017, ISBN 978-3-938803-84-4.